# Charles Lever
Charles James Lever (Dublino, 31 agosto 1806 – Trieste, 1º giugno 1872) è stato uno scrittore irlandese, vissuto durante l'età vittoriana.

## Biografia

### Primi anni
Charles James Lever nacque il 31 agosto 1806 a Dublino, ad Amiens Street. Egli era il secondogenito di James Lever, un ricco architetto grazie allo stipendio del quale Lever poté frequentare le migliori scuole private della città. Nel 1823, si iscrisse al Trinity College presso la facoltà di medicina, laureandosi soltanto nel 1831. Infatti, il suo periodo universitario fu estremamente avventuroso, tant'è che lo stesso Lever trarrà ispirazione da alcune delle sue esperienze vissute in questo periodo. Ad esempio, nel romanzo Charles O'Malley, il personaggio di Frank Webber è chiaramente ispirato a un suo amico dell'università, Robert Boyle. Lever e Boyle, infatti, erano spesso soliti non frequentare diverse lezioni all'università per recarsi nelle strade più affollate di Dublino a cantare ballate scritte da loro stessi, fingendosi due poveri vagabondi e inscenando talvolta qualche finto duello per spaventare i passanti. Ancora disinteressato agli studi di medicina, Lever si finse un chirurgo e s'imbarcò illegalmente su una nave diretta in Canada. Una volta arrivatosi, Lever si recò nell'entroterra canadese, incontrando una tribù di nativi americani dalla quale fu inizialmente bene accolto. Tuttavia, dopo un malinteso linguistico, Lever fu scacciato dalla tribù e dovette ritornare in Irlanda, ove terminò finalmente i suoi studi nel 1831.
Dopo aver completato i suoi studi, Lever, molto più interessato alla letteratura e al movimento romantico rispetto alla carriera da medico, si recò in Germania e, fingendosi uno studente dell'Università di Gottinga, partecipò alle lezioni presso l'Università di Jena tenute da Goethe, il quale riuscì anche a conoscere di persona. Successivamente, Lever si traferì a Vienna, ove frequentò i stimolanti ambienti studenteschi della città. Tuttavia, in poco tempo, le difficoltà finanziare iniziarono a farsi sentire e Lever fu costretto a trasfersrsi in Irlanda, ove divenne il medico di base per il paesino di Portstewart, situato nella contea di Londonderry.

### Carriera letteraria
Nel 1833, Lever sposò Catherine Baker, sua fiamma di gioventù, mentre nel febbraio del 1837, proprio su consiglio di quest'ultima, iniziò a pubblicare il romanzo Le confessioni di Harry Lorrequer nel Dublin University Magazine. Il racconto segue uno stile aneddotico e pittoresco, avendo come protagonista l'eccentrico soldato Harry Lorrequer, le cui avventure amorose appassionarono i lettori inglesi. Lo stesso Lever, che quando il libro fu pubblicato nel 1839 nella sua interezza si era trasferito a Bruxelles, si dichiarò sorpreso del successo che il romanzo era riuscito ad avere, in quanto egli stesso riconosceva che gli aneddoti in esso raccontati e che egli scriveva a tarda notte dopo aver esercitato la sua professione di medico durante la giornata erano spesso frivoli e disimpegnati. Visto l'enorme successo che Le confessioni di Harry Lorrequer era riuscito a riscuotere, Charles Lever decise di continuare a scrivere romanzi dalla trama simile, che spesso avevano come protagonista un soldato le cui gesta eroiche si mischiavano ad avventure stravaganti e originali. Fu in questo periodo, infatti, che lo scrittore irlandese pubblicò alcuni dei suoi romanzi più conosciuti, come Charles O'Malley (1841), Jack Hinton (1843) e Tom Burke (1844). I tre romanzi sono ambientati al tempo delle guerre napoleoniche e il loro stile è spesso colloquiale e informale. Difatti, i racconti di Lever, condannati dalla critica a lui contemporanea, furono elogiati dai lettori comuni (tra i quali figurava anche il duca di Wellington Arthur Wellesley), entrando a far parte della narrativa popolare.
Nel 1842, Charles Lever tornò a Dublino per dedicarsi a tempo pieno al Dublin University Magazine e radunò intorno alla sua persona un salotto letterario al quale parteciparono personalità come lo storico della filosofia Archer Butler e lo scrittore William Carleton. Nel giugno di quello stesso anno, Lever si recò a Templeogue, ove incontrò e strinse una forte amicizia con lo scrittore William Makepeace Thackeray. I due collaborarono anche in campo letterario, scambiandosi opinioni suoi propri romanzi e aiutandosi a vicenda a scrivere alcune scene presenti nei loro racconti. Ad esempio, la descrizione della battaglia di Waterloo all'interno del romanzo La fiera della vanità risente chiaramente dello stile di Lever. Tuttavia, col tempo, l'ambiente culturale dublinese divenne sempre più soffocante per lo scrittore irlandese, il quale era costantemente assillato dal Dublin University Magazine affinché portasse al termine il prima possibile i suoi romanzi, tra i quali figuravano The O'Donoghue e Arthur O'Leary, entrambi pubblicati nel 1845. Tale clima estremamente frenetico spinse Lever a prendere la decisione di lasciare l'Irlanda in cerca di luoghi più culturalmente stimolanti. Dopo aver confidato il suo stato d'animo all'amico Thackeray, quest'ultimo gli suggerì di trasferirsi insieme a Londra, tuttavia Lever covava il desiderio di viaggiare per l'Europa, abbracciando uno stile di vita più itinerante.
Nel 1845, infatti, Charles Lever abbandonò il Dublin University Magazine e tornò temporaneamente a Bruxelles insieme alla famiglia. Dalla capitale belga, iniziò un lungo viaggio che coinvolse lo scrittore irlandese e la sua famiglia attraverso le più importanti città europee. Durante il suo viaggio in Germania, Lever conobbe personalmente a Riedenburg nell'agosto del 1846 il celeberrimo scrittore inglese Charles Dickens, il quale si trovava nella città tedesca insieme alla moglie. Dickens invitò Lever a partecipare al suo periodico settimanale All the Year Round, pubblicando tra il 1861 e il 1863, parallelamente a Grandi speranze, A Day's Ride, uno dei romanzi più famosi dello scrittore irlandese. Negli anni successivi, Lever viaggiò per tutta l'Europa, toccando città come Karlsruhe, Como, Firenze e Lucca. In questo periodo, Cahrles Lever pubblicò romanzi come Il cavaliere di Gwynne (1847), Le confessioni di Con Cregan (1849), Roland Cashel (1850) e Maurice Tiernay (1852). Tuttavia, i suoi nuovi racconti riflettevano uno stile più pessimista il quale stava perdendo lentamente la spensieratezza dei suoi primi romanzi. Tale pessimismo fu completamente abbracciato da Lever quando suo figlio, Charles Sidney, morì di una malattia improvvisa nel 1863 durante il suo soggiorno fiorentino, venendo sepolto nel cimitero degli inglesi della città.
Nonostante la svolta pessimista che il suo stile aveva subito, Lever continuò a essere molto apprezzato all'interno dei circoli letterari e nel 1867, durante il suo soggiorno a La Spezia, gli fu offerto tramite una lettera indirizzatagli da Edward Smith-Stanley, XIV conte di Derby la direzione del consolato britannico a Trieste. Il nuovo lavoro, assai redditizio e poco impegnativo, fu immediatamente accettato dallo scrittore irlandese, il quale si traferì nella città portuaria, all'epoca austriaca, insieme alla moglie. Tuttavia, il periodo triestino non fece altro che acuire il suo pessimismo. Infatti, l'ambiente all'interno della città si rivelò ben presto poco stimolante dal punto di vista culturale, tant'è che lo stesso Lever definì la sua condizione pari a quella di una persona costretta all'esilio. Durante tale periodo, lo scrittore irlandese pubblicò diversi romanzi dalla trama meno idilliaca dei precedenti e dallo stile più lento e cupo. Tra tali racconti, si annoverano The Bramleighs of Bishop's Folly (1868), That Boy of Norcott's (1869) e Lord Kilgobbin (1872).
Al suo stile sempre più pessimista di Lever, gli si affiancarono anche la depressione e la cardiopatia. Dopo la morte dell'amata moglie, avvenuta il 23 aprile 1870, la sanità mentale di Charles Lever peggiorò drasticamente, portando lo scrittore a chiudersi sempre di più in se stesso. L'anno successivo, Lever decise di visitare l'Irlanda per l'ultima volta, tuttavia fu costretto a tornare a Trieste dopo aver manifestato un forte disturbo bipolare. Tuttavia, tornato a Trieste, Charles James Lever morì all'improvviso a causa di un arresto cardiaco il 1° giugno 1872 all'interno di Villa Gasteiger, la sua abitazione.

## Opere
- Le confessioni di Harry Lorrequer, Curry, Jun. and Co., Dublino, 1839
- Charles O'Malley Curry, Jun. and Co., Dublino, 1841
- Jack Hinton, Curry, Jun. and Co., Dublino, 1843
- Tom Burke, Curry, Jun. and Co., Dublino, 1844
- The O'Donoghue, Curry, Jun. and Co., Dublino, 1845
- Nuts and Nutcrackers, William Simpkin Orr, Londra, 1845
- Arthur O'Leary, Henry Colburn, Londra, 1845
- Il cavaliere di Gwynne, Chapman and Hall, Londra, 1847
- Le confessioni di Con Cregan, William Simpkin Orr, Londra, 1849
- Roland Cashel, Chapman and Hall, Londra, 1850
- The Daltons, Chapman and Hall, Londra, 1852
- The Dodd Family Abroad, Chapman and Hall, Londra, 1854
- The Martins of Cro'Martin, Chapman and Hall, Londra, 1856
- The Fortunes of Glencore, Chapman and Hall, Londra, 1857
- Davenport Dunn, Chapman and Hall, Londra, 1859
- One of Them, Chapman and Hall, Londra, 1861
- Barrington, Chapman and Hall, Londra, 1863
- A Day's Ride, All the Year Round, Londra, 1861
- Luttrell di Arran, Chapman and Hall, Londra, 1865
- Sir Brook Fossbrooke, William Blackwood and Sons, Edimburgo, 1866
- The Bramleighs of Bishop's Folly, Smith, Elder and Co., Londra, 1868
- A Rent in a Cloud, Chapman and Hall, Londra, 1869
- That Boy of Norcott's, Smith, Elder and Co., Londra, 1869
- Lord Kilgobbin, Harper & Bros., New York, 1872